# Hermannsdenkmal

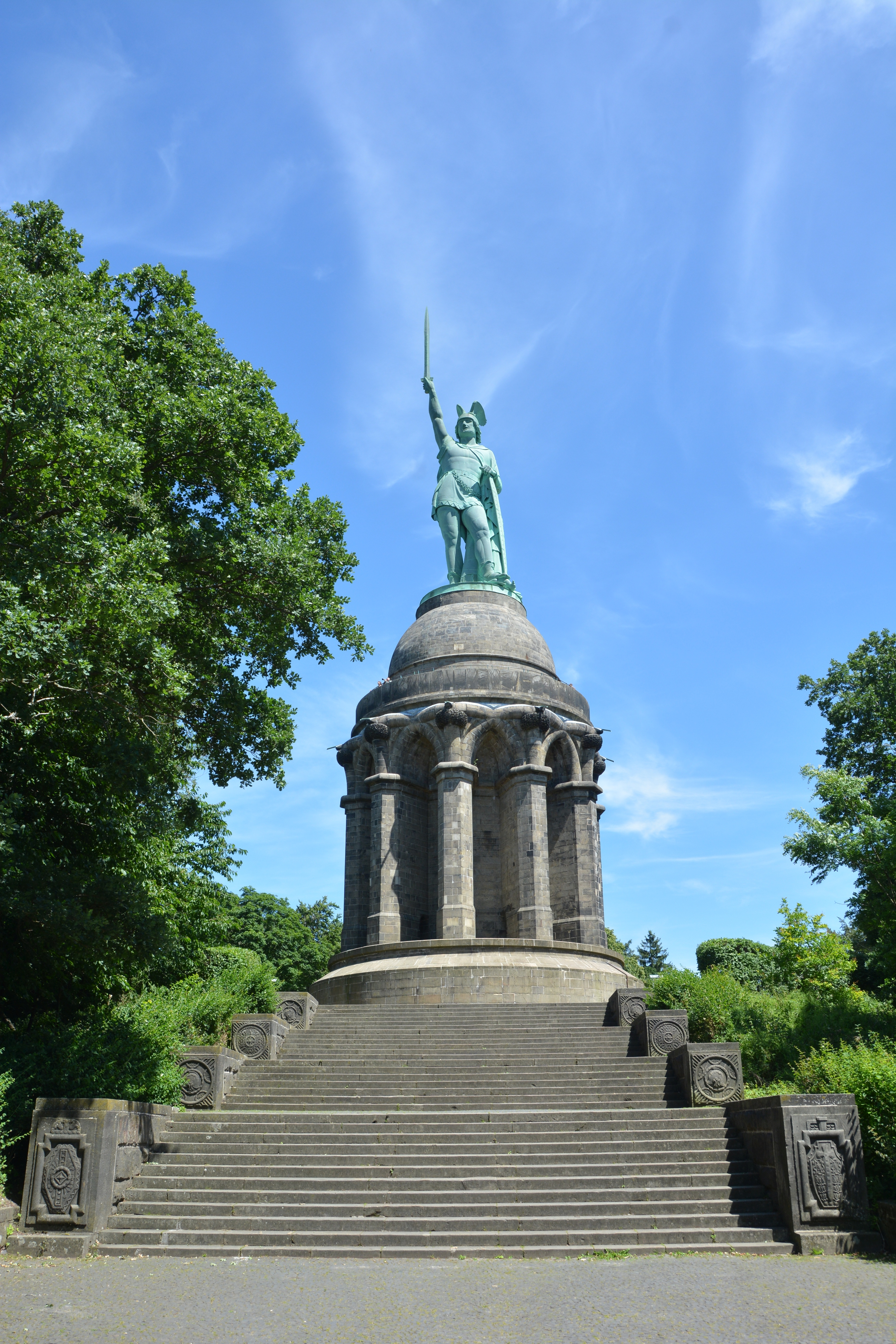
Hermannsdenkmal

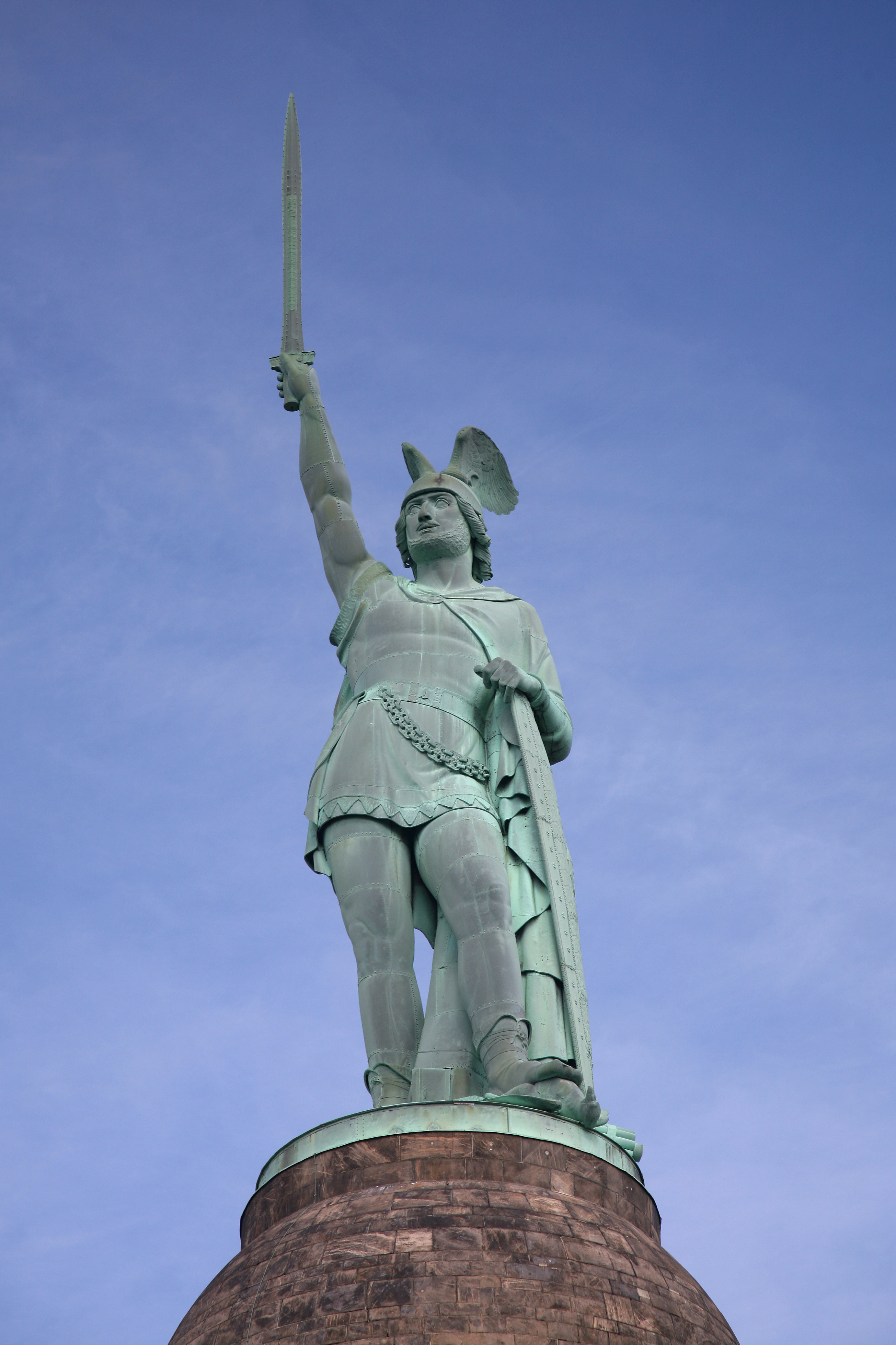
Närbild, svärdet är sju meter långt

Hermannsdenkmal (Hermannsmonumentet) är en staty i Nordrhein-Westfalen, Tyskland. Den är belägen på det 368 meter höga berget Teutberg i de södra delarna av Teutoburgerskogen, nära Detmold i Kreis Lippe. Monumentet upprättades till minne av cheruskerkrigaren Arminius (Hermann är en senare gissning på hans germanska namn) och slaget i Teutoburgerskogen där germanska stammar enade under Arminius besegrade tre romerska legioner under Varus. Statyn har följande inskription:
| ” | Deutsche Einigkeit, meine Stärke – meine Stärke, Deutschlands Macht. (svensk översättning: Tysk enighet, min styrka – min styrka, Tysklands makt.) | „ |

## Historia
Byggandet av det 53,46 meter höga monumentet började år 1841 i dåvarande Furstendömet Lippe och varade till 1875, då det fullbordades med bidrag från Preussen. Statyn formgavs av skulptören Ernst von Bandel.